# Peter Simon Pallas
 (mars 2024).
Pour les articles homonymes, voir Pallas.

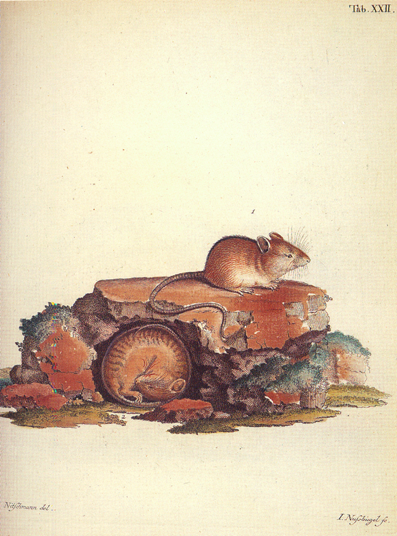
Siciste de bouleau (Sicista betulina), illustration extraite de Novae species quadrupedum.

Peter Simon Pallas (22 septembre 1741, Berlin - 8 septembre 1811) est un zoologiste et botaniste allemand qui se mit au service de l'Empire russe.

## Biographie

### Formation
Peter Simon Pallas est le fils de Simon Pallas (en), originaire de Prusse-Orientale, professeur d'anatomie et chirurgien principal au collège médico-chirurgical de Berlin (aujourd'hui, la Charité). Sa mère, née Suzanne Liénard, descend d'une famille de huguenots de Metz. Il est d'abord formé par des précepteurs et montre très tôt un penchant pour l'histoire naturelle. Dès l'âge de treize ans, il parle couramment le latin et le grec, ainsi que le français et l'anglais, en plus de l'allemand, sa langue natale. La Prusse est alors en plein essor grâce au règne de Frédéric II. Le jeune Pallas suit d'abord les cours du collège médico-chirurgical en anatomie, physiologie, chirurgie, ainsi qu'en botanique et en zoologie. Il fréquente ensuite les universités de Halle (1758-1759) et de Göttingen (1759-1760), où il apprend notamment la botanique, selon le système de Carl von Linné. En 1760, il rejoint celle de Leyde où il obtient son titre de docteur à l'âge de 19 ans, grâce à une thèse intitulée De infestis veventibus intra viventia.
Il voyage aux Pays-Bas et à Londres, enrichissant ses connaissances médicales et chirurgicales. Il rencontre Thomas Pennant, naturaliste britannique, avec qui il entretiendra une riche correspondance. C'est Pallas qui fournit à Pennant les matériaux lui permettant la rédaction de son Arctic Zoology. Il retourne à Berlin en 1762.
Il s'installe l'année suivante à La Haye, avec la permission de ses parents, pour y trouver une situation mais il est finalement trop occupé par ses travaux de recherche. Il y fait la connaissance de Samuel Gottlieb Gmelin. Il fait part de son système de classification des animaux à Cuvier qui l'approuve. Il écrit, en 1766, Miscellania zoologica, qui inclut la description de plusieurs nouveaux vertébrés qu'il a découverts dans les collections du muséum danois. Sa notoriété est déjà si grande, qu'il devient membre, à seulement 23 ans, de la Royal Society de Londres en 1764, ainsi que de l'Académie de Rome. Il commence à organiser un voyage en Afrique du Sud et en Asie mais il doit y renoncer, son père le rappelant à Berlin en 1766. Il commence alors à travailler sur son Spicilegia zoologica (paru à Berlin en 1767-1804, en deux tomes).

### Expédition de 1768-1774 dans les provinces centrales et en Sibérie
Le 22 décembre 1766, Pallas est nommé par Catherine II de Russie professeur d'histoire naturelle à l'Académie impériale des sciences de Saint-Pétersbourg. Il refuse au début mais finalement accepte en avril 1767. Il est élu membre de l'Académie le 23 avril. Il arrive en Russie à la fin de juillet 1767 avec sa femme et leur petite fille. Il est nommé assesseur de collège avec un traitement de 800 roubles par an, somme confortable pour l'époque.
La Grande Catherine s'intéresse à l'étude des ressources naturelles de son empire et, après sa propre expédition de 1767 de Saint-Pétersbourg jusqu'à Simbirsk, décide de favoriser les travaux des savants dans ce sens. Pallas est choisi pour diriger une expédition en Sibérie dans la région d'Orenbourg pour y collecter des spéciments d'histoire naturelle. Elle part de Saint-Pétersbourg le 21 juin 1768 en étant dirigée du point de vue militaire par le capitaine Nikolaï Rytchkov et composée de plusieurs groupes. Le premier, outre Pallas, comprend trois jeunes étudiants, Nikita Sokolov (de) et Vassili Zouïev (futurs académiciens), ainsi que d'Anton Weber, d'un dessinateur, Nikolaï Dmitriev, et d'un taxidermiste, Pavel Choumski. L'expédition se rend dans les gouvernements de Russie centrale, puis dans la région de la Volga, vers la Caspienne et ensuite vers l'Oural, la Sibérie occidentale, l'Altaï, la région du lac Baïkal et la Transbaïkalie. L'expédition prend fin le 30 juin 1774. Les autres groupes de l'expédition, qui prennent par la suite des itinéraires différents, sont dirigés par le botaniste suédois Johann Peter Falck, auquel succèdent le géographe allemand Johann Gottlieb Georgi en 1772, le naturaliste russe Ivan Lepekhine (dans le gouvernement d'Orenbourg), le naturaliste allemand Samuel Gottlieb Gmelin, qui meurt dans l'actuel Daghestan prisonnier par des tribus montagnardes locales, et enfin le naturaliste allemand Johann Anton Güldenstädt.

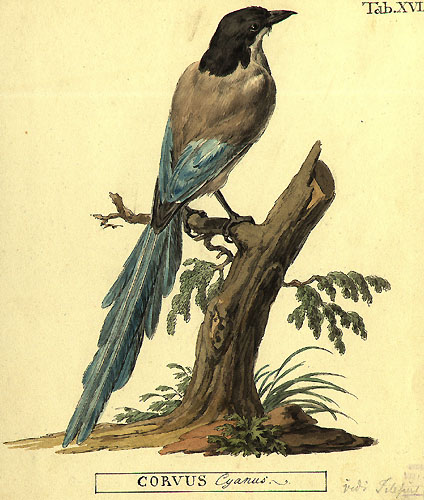
Cyanopica cyana identifiée comme Corvus cyanus par Pallas pendant son expédition (dessin de Geissler, paru dans Zoographia rosso-asiatica).

L'itinéraire de Pallas est le suivant : la première année Pallas part de Saint-Pétersbourg vers Novgorod, Tver, Kline, Moscou, Vladimir, Kassimov, Mourom, Arzamas, Penza, Simbirsk, Samara, Stavropol et de nouveau à Simbirsk. Après un hivernage à Simbirsk, l'expédition se rend de nouveau en mars 1769 à Stavropol, puis à Samara et Syzran et le village de Serny (aujourd'hui Sernovodsk (ru)) ; après être retournée à Samara, l'expédition traverse le village de Borsk et se rend à Orenbourg, puis à Yaïtsk, avant de passer l'hiver à Simbirsk ; ensuite elle longe le fleuve Oural jusqu'à Gouriev, puis traverse la steppe jusqu'à Oufa, où Pallas s'installe jusqu'en 1770. Il y termine pendant l'hiver son récit de voyage Reise durch verschiedene Provinzen des Rußischen Reichs, publié à Saint-Pétersbourg l'année suivante.
En mai 1770, Pallas quitte Oufa et passe l'été à étudier les monts Oural et les mines de la région d'Ekaterinbourg. Il passe par la rivière Toura, puis hiverne à Tcheliabinsk avec deux séjours à Tobolsk et à Tioumen avant de retourner à Tcheliabinsk. En avril 1771, il quitte Tcheliabinsk avec les hommes de troupe et rejoint Omsk en mai, puis l'expédition gagne Tomsk, après avoir parcouru l'Altaï. Il passe l'hiver à Krasnoïarsk avec les autres membres et les hommes de troupe et y rédige le second tome de son Reise durch verschiedene Provinzen des Rußischen Reichs. Johann Euler est avisé par les lettres de Pallas qu'il reçoit que ce dernier avait l'intention d'aller jusqu'en Chine, mais qu'il a dû y renoncer à cause de sa santé. Il lui fait part également des difficultés qu'il a rencontrées au cours de l'année passée (1771) et des insuccès qu'il a éprouvés. Il écrit dans le même esprit à Johann Peter Falck et avoue perdre tout désir de poursuivre cette expédition, se sentant étranger à la Sibérie. Heureusement la santé de Pallas finit par s'améliorer au moment où le groupe de Johann Gottlieb Georgi (qui a succédé à Falck, devenu opiomane) parvient à Krasnoïarsk. Il quitte l'endroit en mars 1772 et après avoir séjourné à Irkoutsk, parvient au lac Baïkal gelé, dont il explore les abords. Il demeure au village de Seleguinsk (aujourd'hui Novoseleguinsk), puis à Kiakhta ; après être retourné à Seleguinsk, Pallas explore la Daourie, puis retrouve Seleguinsk et Irkoutsk et enfin Krasnoïarsk, où il demeure jusqu'en janvier 1773, date après laquelle il prend le chemin du retour vers la Russie européenne.
Son itinéraire de retour passe par Tomsk, Tara, Sarapoul et Kazan. En septembre, il s'arrête à Tsaritsyne (aujourd'hui Volgograd), où il demeure jusqu'au printemps suivant. Pendant l'hiver 1773-1774, il en profite pour entreprendre plusieurs excursions scientifiques, dont une à Astrakhan. Il arrive via Moscou à Saint-Pétersbourg le 30 juillet 1774. Au milieu de grandes difficultés, Pallas aura parcouru 27 264 verstes, dont 6 000 verstes ont été partagées avec Sokolov et Zouïev. Même aujourd'hui, ce voyage paraîtrait extrêmement périlleux et difficile, a fortiori selon les conditions de l'époque. De plus Pallas supportait mal le climat rigoureusement continental de ces contrées. Il retourne à Saint-Pétersbourg affaibli physiquement et déjà grisonnant à l'âge de trente-trois ans. L'hiver, il fallait utiliser des télègues à patins et en toute période de l'année, il était difficile de trouver des chevaux convenables aux relais. Il devait traverser des rivières en canot, parfois dormir à la belle étoile et lutter contre les ennuis de santé dus au froid l'hiver ou aux fortes chaleurs d'été. De plus, le voyage était dangereux à cause de l'hostilité des tribus nomades et des voleurs de grand chemin.

### Résultats de l'expédition de 1768-1774

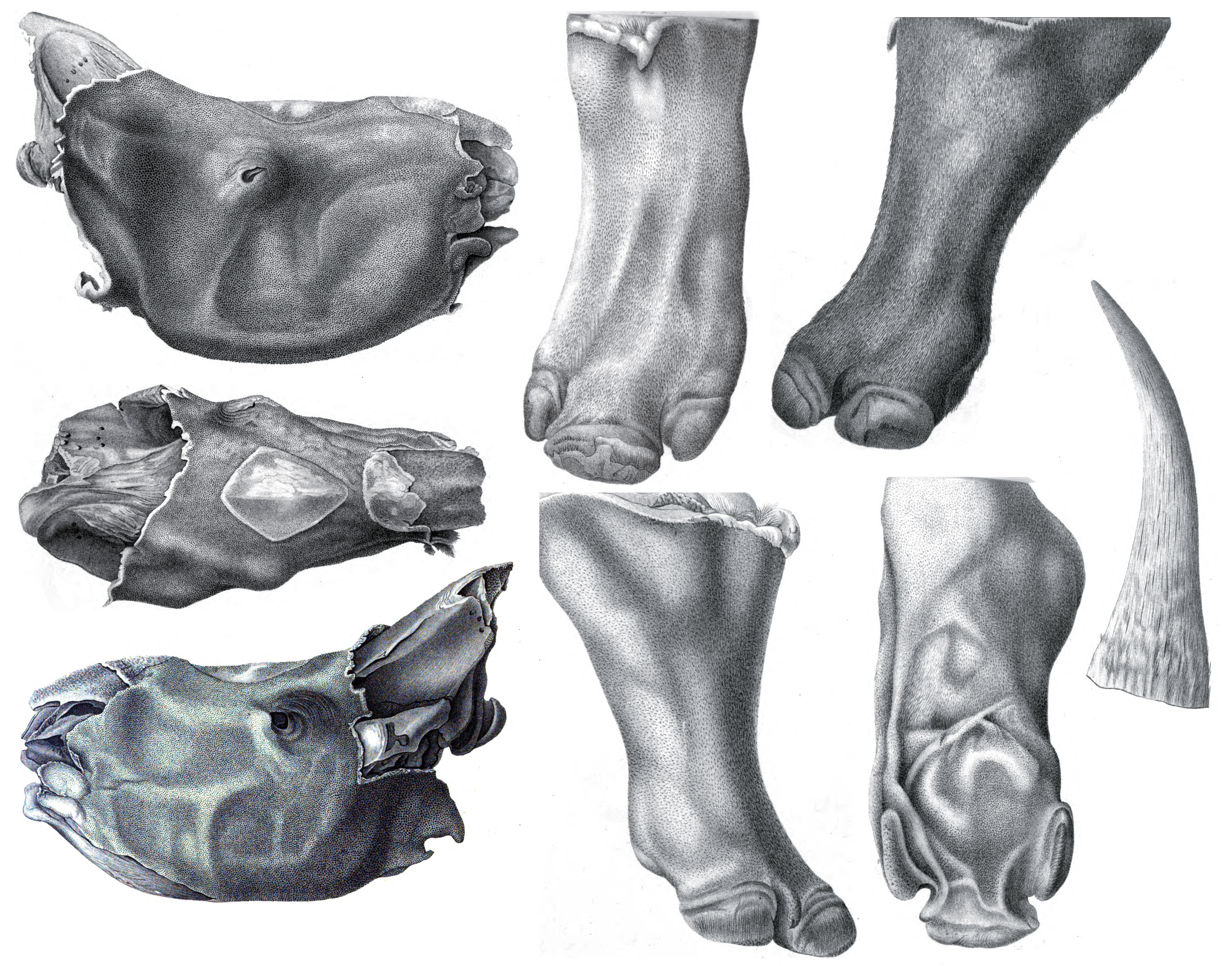
Rhinocéros laineux in Mémoires de l'Académie des sciences de Saint-Pétersbourg.

Les résultats de l'expédition dépassent toutes les espérances. Des spécimens précieux sont collectés dans le domaine de la zoologie, de la botanique, de la paléontologie, de la géologie, de la géographie physique, ainsi que des informations et des pièces d'histoire ou d'économie, d'ethnographie, etc. Toutes les collections sont rassemblées à Saint-Pétersbourg, surtout à la Kunstkamera. Beaucoup sont recueillies aujourd'hui dans différents musées dépendant de l'Académie des sciences de Russie et une partie est acquise par l'université de Berlin. Toutes les collections sont ensuite étudiées par Peter Simon Pallas pendant les longues années de sa carrière.

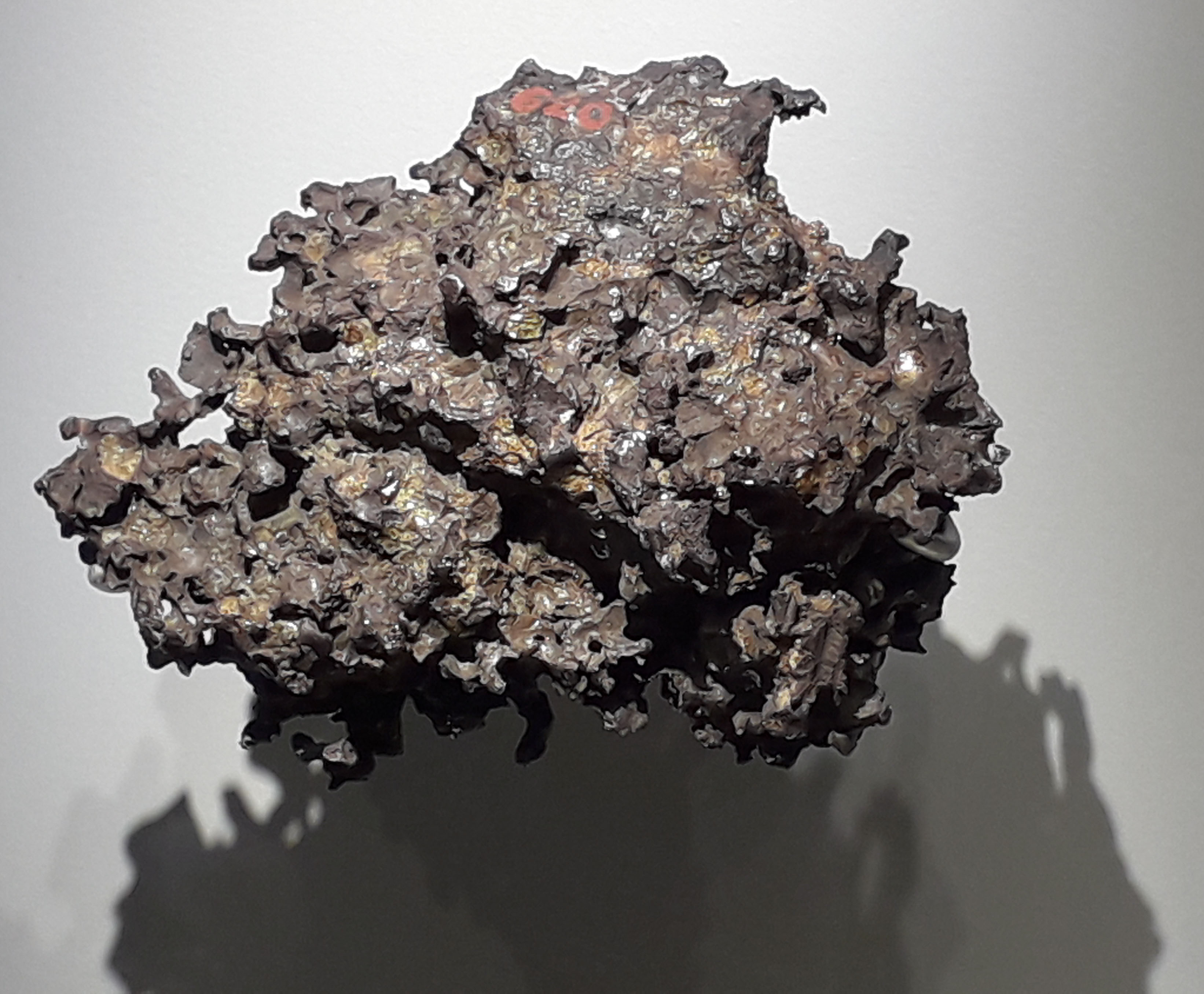
Fragment de la météorite Krasnoïarsk exposé dans la Grande galerie de l’Évolution, au Muséum national d'histoire naturelle (Paris, 18 octobre 2017 - 10 juin 2018).

En 1772, Pallas apprend l'existence d'un morceau de métal de 700 kilogrammes, trouvé près de la ville de Krasnoïarsk. Pallas assure son transport à Saint-Pétersbourg et l'étudie à son retour dans la capitale impériale. L'analyse montre qu'il s'agit d'un nouveau type de météorite, baptisé pallasite par Ernst Chladni en 1794. La météorite elle-même, d'abord désignée sous le nom de « fer de Pallas », est aujourd'hui appelée météorite Krasnoïarsk.
Au cours de cette expédition, Pallas découvre et décrit de nombreuses espèces de mammifères, d'oiseaux, de poissons, d'insectes, etc. ainsi que de céphalocordés, du genre Branchiostoma qu'il prend d'abord pour des mollusques. Il entreprend aussi plusieurs fouilles et découvre des restes de buffles préhistoriques, de mammouths et de rhinocéros laineux.
La résonance est fort importante auprès des milieux scientifiques de l'époque, car l'expédition a permis de découvrir des spécimens inconnus dans des régions méconnues, comme l'Altaï ou la Sibérie orientale, et de décrire d'un point de vue géographique et géologique des régions inhabitées et intouchées par l'homme. Certaines espèces décrites par Pallas disparaissent quelques dizaines d'années plus tard, comme le tarpan (Equus ferus ferus). Toutes ces découvertes donnent lieu à de nombreuses publications de Pallas parues à Saint-Pétersbourg, en latin et en allemand, ainsi qu'en russe ou en français et traduites plus tard à Londres ou à Paris.

### Carrière scientifique après 1774

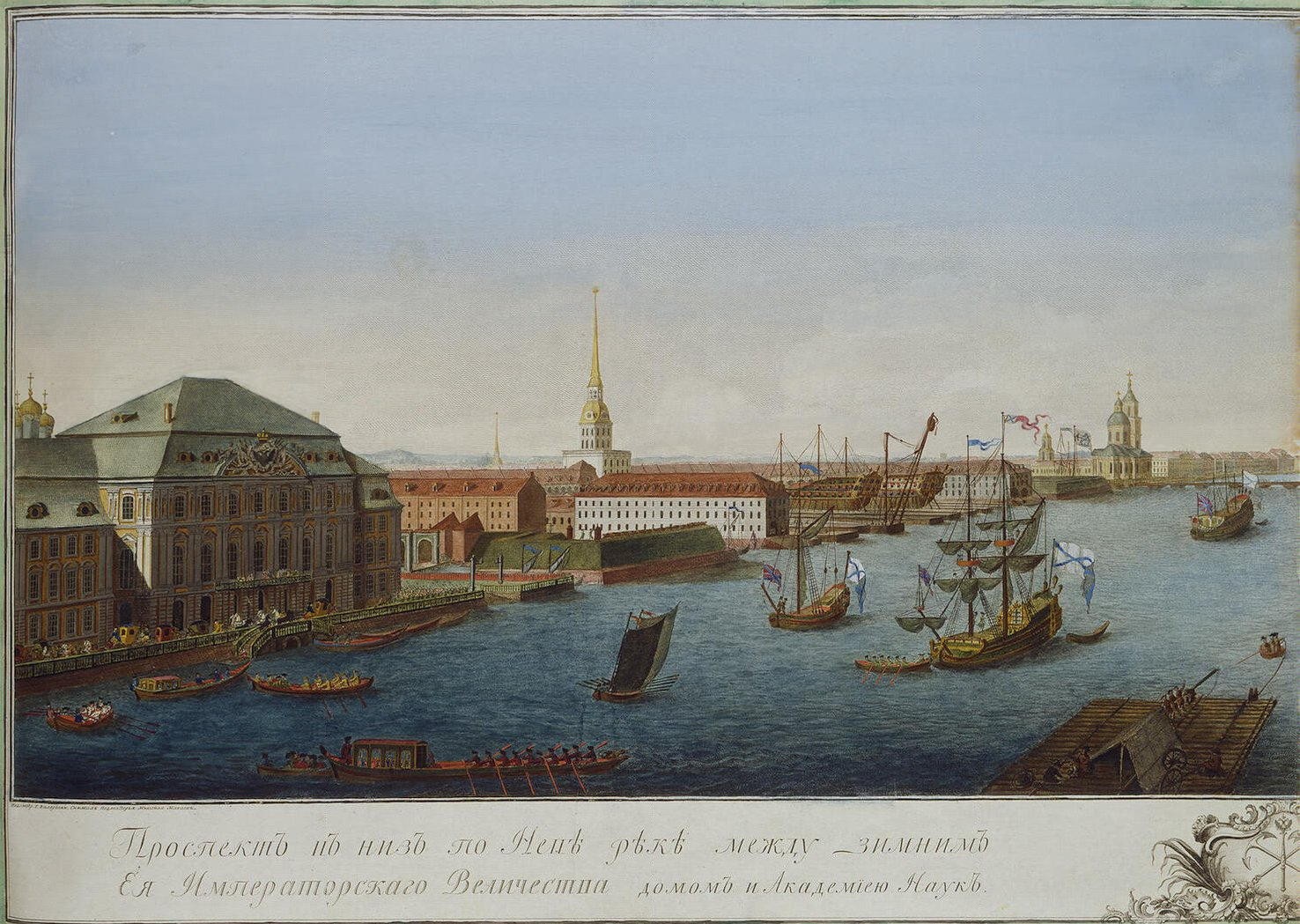
Vue du Collège de l'amirauté au milieu du XVIIIe siècle.

Pallas est nommé en 1777 membre du département topographique impérial, en 1782 conseiller de collège et en 1786, historiographe du Collège de l'amirauté. Il poursuit ses études scientifiques.
Il fait paraître en 1778-1779 son Novae species quadrupedum, e glirium ordine... qui décrit de nombreuses nouvelles espèces de vertébrés de Sibérie.
Il devient l'ami de l'impératrice Catherine II, sans doute rapprochés par leurs origines germaniques. Elle ordonne que tous les herbiers rassemblés par d'autres naturalistes lui soit accessibles. Ce qui permet à Pallas de faire paraître sa Flora Rossica (1784-1788) qui décrit plus de trois cents espèces de plantes.
Pallas est démis de ses fonctions en 1792, pour une raison inconnue.
Entre 1793 et 1794, il dirige une seconde expédition financée sur ses propres fonds dans le sud de la Russie, visitant la Volga, Astrakhan, la Caspienne, le nord du Caucase, l'actuelle Crimée (gouvernement de Tauride) et la mer Noire. Il étudie la climatologie du sud de la Russie et de la Crimée. Le jeune peintre Christian Geissler (de), originaire de Leipzig, fait partie de l'expédition. Au début du mois de février 1793, Pallas fait une chute en traversant la Kliazma gelée après être sorti de son équipage. Il contracte une pneumonie et en garde les séquelles jusqu'à la fin de sa vie.
En 1796, Pallas est envoyé à Simféropol, petite ville à côté de laquelle l'impératrice lui fait don d'un petit domaine (dont il fera un domaine viticole). En chemin vers la Crimée, Pallas s'arrête à Toula, Koursk et Ekaterinoslav. Une fois installé en Crimée, Pallas visite toute la péninsule.
Il entreprend là-bas dans la solitude sa grande œuvre, Zoographia rosso-asiatica, qui l'occupera le reste de sa vie et qui paraît en quatre volumes, le dernier paraissant après la mort de Pallas (1811) sous la direction de Wilhelm Gottlieb von Tilesius von Tilenau. La parution de l'ouvrage est assez problématique compte tenu de son envergure et du coût du projet. L'ouvrage paraît tout d'abord sans les planches en 1826 puis, complet, en 1831. Il présente plus de neuf cents espèces d'animaux dont cent cinquante et une de mammifères, parmi lesquelles une cinquantaine sont nouvelles.
Pallas réalise une véritable synthèse entre Carl von Linné et Buffon. Il utilise le système binomial mais admet que les espèces ne sont pas fixées définitivement, elles peuvent voir leur apparence évoluer notamment sous l'action des facteurs climatiques.

### Vie privée

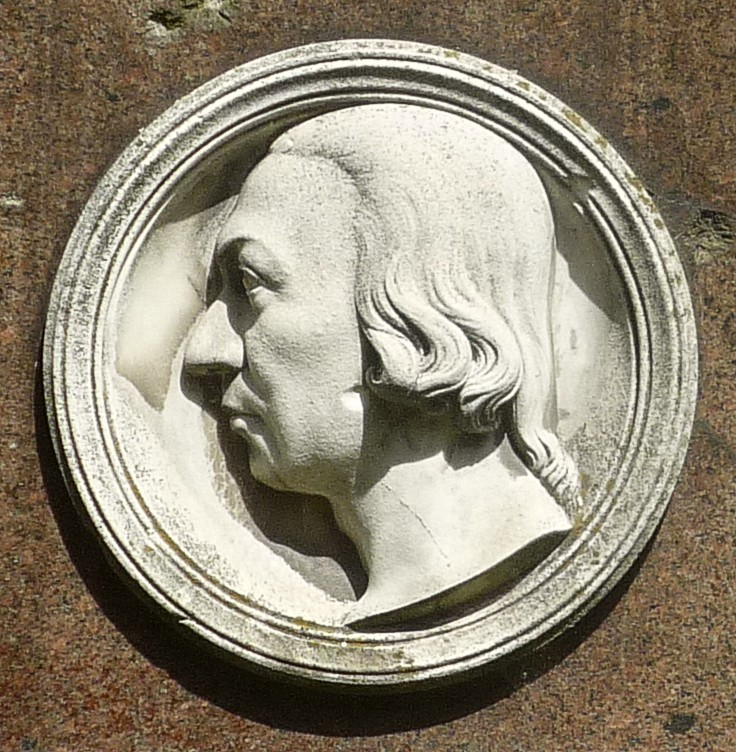
Profil en médaillon de Pallas sur sa stèle au cimetière de la porte de Halle.

Pallas fait la connaissance en 1767 de l'épouse d'un général qui va devenir sa maîtresse et l'accompagne dans ses expéditions en Russie européenne et dans l'Oural. Il l'épouse seize ans plus tard, reconnaissant sa fille, Albertine, qui a déjà neuf ans, mais trois jours après la cérémonie, son épouse meurt. Pallas épouse en secondes noces Marie Elisabeth Glan dont il a trois enfants morts en bas âge. Il épouse en troisièmes noces Carolina Pohlmann, beaucoup plus jeune que lui, et dont il n'a pas d'enfant. Elle accompagne Pallas et sa fille Albertine dans le sud de la Russie et en Crimée en 1793-1794, et s'installe en Crimée (nommée gouvernement de Tauride à l'époque), mais elle finit par emménager en ville à Simféropol et ne rend visite à son mari dans sa petite demeure de campagne qu'une fois par an. Pallas est occupé à la rédaction de sa monumentale Zoographia rosso-asiatica. Carolina Pallas ne souhaite pas l'accompagner lorsqu'il retourne à Berlin en 1810, afin de trouver des illustrateurs pour sa Zoographia rosso-asiatica et de soigner sa santé. Pallas retourne donc dans sa patrie avec sa fille, veuve à l'époque avec un fils, et y retrouve son frère aîné, August Friedrich, médecin à Berlin, avant de mourir moins d'un an plus tard. Il est enterré au cimetière protestant de Berlin-Kreuzberg Friedhof I der Jerusalems- und Neuen Kirchengemeinde (cimetière no 1 de la communauté paroissiale de l'église de Jérusalem et de la nouvelle église de Kreuzberg), au sud de la porte de Halle (Hallesches Tor). On peut lire sur sa tombe l'épitaphe: Petrus Simon Pallas / Berolinensis / Eques / Academicus Petropolitanus / multas per terras iactatus / ut naturam rerum indagaret / hic tandem requiescit. / Natus D. XXII. M. Sept. A. MDCCXLI. / Obiit D. VIII. M. Sept. A. MDCCCXI. / Cippum titulumque / ab i[ll]o iussum / Academiae Scient. / Berolinensis et Petropolitana / posuerunt / A. MDCCCLIV.

## Œuvres
Parmi ses œuvres les plus importantes:

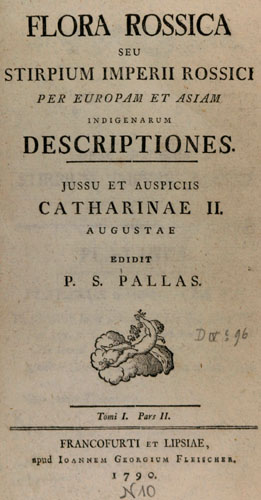
Flora rossica, 1790.

- (la) «Dissertatio inauguralis de infestis viventibus infra viventia» (Leyde: Lugduni Batavorum, 1760).
- (la) «Elenchus zoophytorum, sistens generum adumbrationes generaliores et specierum cognitarum succinctas descriptiones, cum selectis auctorum synonymis» (La Haye (Den Haag): van Cleef, 1766).
- (la) «Miscellanea zoologica, quibus novæ imprimis atque obscuræ animalum species describuntur et observationibus iconibusque illustrantur» (La Haye, 1766).
- (la) «Spicilegia zoologica» Texte en ligne (Berlin, 1767—1780).
- (nl) «Lyst der Plant-Dieren, bevattende de algemeene schetzen der geslachten en korte beschryvingen der bekende zoorten» (Utrecht: van Paddenburg & van Schoonhoven, 1768).
- (la) «De ossibus Sibiriae fossilibus, craniis praesertim Rhinocerotum atque Buffalorum, observationes» («Novi Commentarii Academiae Scientiarum Imperialis Petropolitanae», XIII, Saint-Pétersbourg., 1768).
- (de) «Naturgeschichte merkwürdiger Thiere» (Berlin, 1769—1778).
- (nl) «Dierkundig mengelwerk, in het welke de nieuwe of nog duistere zoorten van dieren, door naauwkeurige afbeeldingen, beschryvingen en verhandelingen opgehelderd worden» (Utrecht: van Paddenburg & van Schoonhoven, 1770).
- (de) «Reise durch verschiedene Provinzen des Russischen Reichs» Texte en ligne 1re partie Texte en ligne 2e partie (Saint-Pétersbourg, 1771—1801).
- (de) «Merkwürdigkeiten des Morduanen, Kasaken, Kalmücken, Kirgisen, Baschkiren, etc.» (Francfort et Leipzig, 1773—1777, en trois tomes).
- (la) «Flora rossica seu Stirpium imperii rossici per Europam et Asiam indigenarum descriptiones et icones, jussu et auspiciis Catharinae II, Augustae». » Texte en ligne 1re partie (Saint-Pétersbourg, 1784—1788, en deux parties).
- (fr) «Observations sur la formation des montagnes et sur les changements arrivés au Globe, particulièrement à l’Empire de Russie» («Acta Academiae Scientiarum Imperialis Petropolitanae», Saint-Pétersbourg, 1777).
- (la) «Novae species quadrupedum e glirium ordine» Texte en ligne (Erlangen, 1778).
- (fr) «Mémoires sur la variation des animaux» («Acta Academiae Scientiarum Imperialis Petropolitanae», Saint-Pétersbourg, 1780).
- (la + ru) «Enumeratio plantarum quae in horto viri illustris atque excell. Dni. Procopii a Demidof…» Texte en ligne (Saint-Pétersbourg, 1781).
- (la) «Icones Insectorum praesertim Rossiae Sibiriaeque peculiarium» (Erlangen, 1781—1806, en 4 éditions).
- (fr) «Voyages de M. P. S. Pallas en différentes provinces de l'empire de Russie, et dans l'Asie septentrionale» (Maradan, Paris 1788–1793). 8 volumes. Texte en ligne
- (fr) «Voyages en Sibérie, extraits des journaux de divers savants voyageurs» (Berne, 1791).
- (fr) «Tableau physique et topographique de la Tauride» («Nova Acta Academiae Scientiarum Imperialis Petropolitanae», X, Saint-Pétersbourg, 1792).
- (la) «Plantae novae ex herbario et schedis defuncti Botanici Ioanni Sievers, Hannoverani, descriptae» («Nova acta Academiae Scientiarum Imperialis Petropolitanae»), Petropoli (Saint-Pétersbourg, 1797).
- (de) «Tagebuch einer Reise, die im Jahr 1781 von der Gränzfestung Mosdok nach dem innern Caucasus unternommen worden» (Logan, Saint-Pétersbourg 1797).
- (de) «Bemerkungen auf einer Reise in die südlichen Statthalterschaften des Rußischen Reichs in den Jahren 1793 und 1794» (Martini, Leipzig, 1799—1801), paru également en français «Observations faites dans un voyage entrepris dans les gouvernements méridionaux de l'empire de Russie, dans les années 1793 et 1794» (Martini, Leipzig 1799–1801), traduit en anglais en 1802 «Travels through the southern provinces of the Russian Empire» (Londres, 1802, en deux tomes), paru en français en 1805 «Voyages entrepris dans les gouvernements méridionaux de l'empire de Russie» (Paris, 1805).
- (la) «Species Astragalorum descriptae et iconibus coloralis illustratae» Texte en ligne (Leipzig, 1800).
- (la) «Illustrationes plantarum imperfecte vel nondum cognitarum» (Leipzig, 1803).
- (la) «Zoographia rosso-asiatica» Texte en ligne 1re partie Texte en ligne 2e partie Texte en ligne 3e partie (Saint-Pétersbourg, 1811, en trois tomes).

Peter Simon Pallas est également l'auteur de:
- «Linguarum totius Orbis vocabularia comparativa. Sectio Linguas Eur. et Asiae complexa» (Saint-Pétersbourg, 1786—1789, en deux parties), ouvrage de linguistique comparée.
- Le premier tome de six volumes de la revue d'histoire naturelle «Stralsundisches Magazin» (Berlin et Stralsund, 1767—1770).

## Hommages

### Astronomie et planétologie
- Les pallasites sont une classe de météorites, nommée d'après la première météorite connue de cette classe, étudiée par Peter Simon Pallas et nommée « fer de Pallas » avant d'être renommée Krasnoïarsk.
- (21087) Petsimpallas est un astéroïde de la ceinture principale, nommé en l'honneur de Peter Simon Pallas.

### Taxonomie
Le nom vernaculaire et le nom scientifique de nombreuses espèces animales et végétales font référence à Peter Simon Pallas :
Mollusques
- Amicula pallasii (nl) Middendorff, 1847

Insectes
- Deracantha onos (nl) ou sauterelle de Pallas (éphippigère), Pallas, 1772

Poissons
- Clupea pallasii ou hareng de Pallas, Valenciennes, 1847

Oiseaux

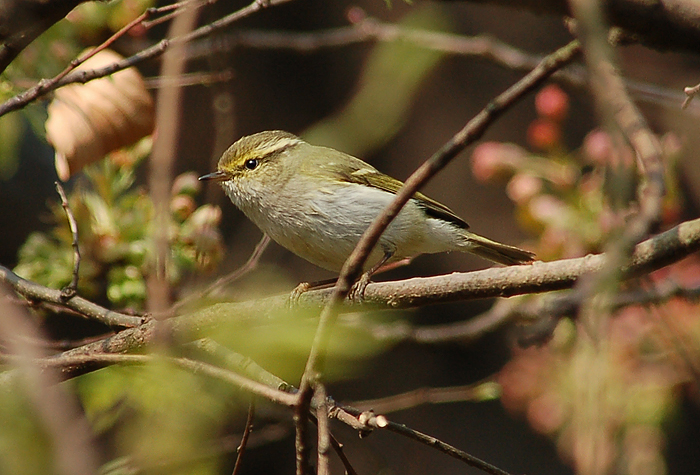
Photographie d'un pouillot de Pallas.

- le bruant de Pallas (Emberiza pallasi), Cabanis, 1871
- le cormoran de Pallas (Phalacrocorax perspicillatus), Pallas, 1811 (espèce éteinte)
- le goéland ichthyaète ou de Pallas (Larus ichthyaetus), Pallas, 1773
- la locustelle de Pallas (Locustella certhiola), Pallas, 1811
- le pouillot de Pallas (Phylloscopus proregulus), Pallas, 1811
- le roselin rose ou de Pallas (Carpodacus roseus), Pallas, 1776
- le syrrhapte paradoxal ou de Pallas (Syrrhaptes paradoxus), Pallas, 1773

Pallas a par ailleurs décrit la Pie-bleue à calotte noire Cyanopica cyana.
Mammifères
- le chat de Pallas (Otocolobus manul), espèce de félin, Pallas, 1776
- l'écureuil de Pallas (Callosciurus erythraeus), espèce de rongeur, Pallas, 1779
- le glossophage de Pallas (Glossophaga soricina), espèce de chauve-souris, Pallas, 1766
- le pika de Pallas (Ochotona pallasi), espèce de rongeur, Gray, 1876

Pallas a par ailleurs décrit Molossus molossus, une espèce de chauve-souris, Pallas, 1766
Genres de plantes
- Petrosimonia (en) Bunge (famille des Chenopodiaceae)
- Neopallasia Poljakov (famille des Asteraceae)

Espèces de plantes
- Erysimum pallasii (en) (Pursh) Fernald
- Hyacinthella pallasiana (sv) (Steven) Losinsk. (en), dite hyacinthe de Pallas [syn. Hyacinthus pallasianus Steven]
- Lonicera caerulea subsp. pallasii (Ledeb.) Browicz (es) [syn. Lonicera pallasii Ledeb. ]
- Malus orientalis (Uglitzk.) ex Juz. dit pommier de Pallas, ou pommier du Caucase
- Pinus pallasiana (vi) D.Don, dit pin de Pallas, ou pin de Crimée [syn. Pinus taurica hortulanorum]
- Ranunculus pallasii (sv) Schltdl.